# 2008–2009-es angol labdarúgókupa (selejtezők)
A 2008–2009-es angol labdarúgókupa a The Football Association Challenge Cup vagy röviden FA-kupa, a világ legrégibb egyenes kieséses labdarúgóversenyének a 128. szezonja. Rekordszámú, 762 csapat indult ebben a kiírásban, de egy klub (South Normanton Athletic) megszűnt még a párosítások kihirdetése előtt, így 761 csapat vett részt a sorsolásban. További két klub (Brierley Hill & Withymoor és Stapenhill) szűnt meg, miután a sorsolást megtartották, így az ellenfeleik mérkőzés nélkül jutottak tovább. Mivel nagy számban jelentkeztek az angol labdarúgó-rendszeren kívüli csapatok is, a kiírás sok bevezető- és selejtezőkörrel indult. A negyedik selejtezőkör 32 győztes csapata az első körben versenyezhetett tovább.

## Eseménynaptár
| Kör                   | Dátum                | Mérkőzések | Csapatok  | Új érkezők a körben | Pénzdíj  | A kör játékosa             |
| --------------------- | -------------------- | ---------- | --------- | ------------------- | -------- | -------------------------- |
| Extra bevezetőkör     | 2008. augusztus 16.  | 203        | 761 → 558 | 406: 356.–761.      | 750 £    | –                          |
| Bevezetőkör           | 2008. augusztus 30.  | 166        | 558 → 392 | 129: 227.–355.      | 1 500 £  | –                          |
| Első selejtezőkör     | 2008. szeptember 13. | 116        | 392 → 276 | 66: 161.–226.       | 3 000 £  | Derren Ibrahim (Dartford)  |
| Második selejtezőkör  | 2008. szeptember 27. | 80         | 276 → 196 | 44: 117.–160.       | 4 500 £  | Dean Lodge (Kingstonian)   |
| Harmadik selejtezőkör | 2008. október 11.    | 40         | 196 → 156 | senki               | 7 500 £  | Craig Davis (AFC Totton)   |
| Negyedik selejtezőkör | 2008. október 25.    | 32         | 156 → 124 | 24: 93.–116.        | 12 500 £ | Sam Hatton (AFC Wimbledon) |

## Extra bevezetőkör
Az extra bevezetőkör sorsolását 2008. július 1-jén, kedden tette közzé weboldalán az FA. A kör mérkőzéseit 2008. augusztus 16-án és augusztus 17-én játszották a visszavágókat pedig 2008. augusztus 19-én.
| #                                                                                         | Hazai csapat               | Eredmény     | Vendég csapat               | Nézőszám |
| ----------------------------------------------------------------------------------------- | -------------------------- | ------------ | --------------------------- | -------- |
| 1                                                                                         | Bedlington Terriers        | 1–0          | Chester-Le-Street Town      | 125      |
| 2                                                                                         | Consett                    | 5–1          | Pontefract Collieries       | 128      |
| 3                                                                                         | South Shields              | 5–1          | Hebbern Town                | 206      |
| 4                                                                                         | Horden Colliery Welfare    | 1–3          | Sunderland Nissan           | 44       |
| 5                                                                                         | Northallerton Town         | 1–3          | Whitley Bay                 | 124      |
| 6                                                                                         | Glasshoughton Welfare      | 2–2          | Billingham Synthonia        |          |
| visszavágó                                                                                | Billingham Synthonia       | 5–1          | Glasshoughton Welfare       | 103      |
| 7                                                                                         | Crook Town                 | 6–1          | North Shields               | 95       |
| 8                                                                                         | Pickering Town             | 4–1          | Liversedge                  | 182      |
| 9                                                                                         | West Auckland Town         | 2–1          | Hall Road Rangers           | 59       |
| 10                                                                                        | Jarrow Roofing Boldon CA   | 2–1          | Spennymoor Town             | 79       |
| 11                                                                                        | Team Northumbria           | 4–1          | Esh Winning                 | 73       |
| 12                                                                                        | West Allotment Celtic      | 2–1          | Sunderland Ryhope CA        | 70       |
| 13                                                                                        | Shildon                    | 3–0          | Leeds Carnegie              | 100      |
| 14                                                                                        | Armthorpe Welfare          | 5–0          | Yorkshire Amateur           | 40       |
| 15                                                                                        | Marske United              | 0–1          | Whickham                    | 73       |
| 16                                                                                        | Billingham Town            | 2–2          | Brandon United              | 90       |
| visszavágó                                                                                | Brandon United             | 1–2          | Billingham Town             | 70       |
| 17                                                                                        | Morpeth Town               | 0–2          | Ryton                       | 61       |
| 18                                                                                        | Washington                 | 0–0          | Stokesley SC                | 117      |
| visszavágó                                                                                | Stokesley SC               | 2–0          | Washington                  | 148      |
| 19                                                                                        | Bishop Auckland            | 3–2          | Darlington Railway Athletic | 142      |
| 20                                                                                        | Seaham Red Star            | 1–3          | Selby Town                  | 75       |
| 21                                                                                        | Bridlington Town           | 3–2          | Guisborough Town            | 135      |
| 22                                                                                        | Norton & Stockton Ancients | 0–1          | Newcastle Benfield          | 73       |
| 23                                                                                        | Silsden                    | 4–1          | Eccleshill United           | 173      |
| 24                                                                                        | Ashington                  | 1–0          | Thackley                    | 151      |
| 25                                                                                        | Thornaby                   | 0–3          | Tow Law Town                | 70       |
| 26                                                                                        | Dunston Federation         | 4–0          | Tadcaster Albion            | 162      |
| 27                                                                                        | Cheadle Town               | 1–4          | Newcastle Town              | 72       |
| 28                                                                                        | Leek CSOB                  | 1–4          | AFC Fylde                   | 68       |
| 29                                                                                        | Maltby Main                | 3–4          | Bottesford Town             | 63       |
| 30                                                                                        | Dinnington Town            | 1–2          | Atherton Laburnum Rovers    | 109      |
| 31                                                                                        | Parkgate                   | 1–2          | Norton United               | 43       |
| 32                                                                                        | Darwen                     | 4–7          | Penrith                     | 84       |
| 33                                                                                        | Holker Old Boys            | 2–2          | St Helens Town              | 56       |
| visszavágó                                                                                | St Helens Town             | 1–0          | Holker Old Boys             | 83       |
| 34                                                                                        | Formby                     | 3–1          | AFC Emley                   | 91       |
| 35                                                                                        | Winsford United            | 3–3          | Nostell Miners Welfare      | 130      |
| visszavágó                                                                                | Nostell Miners Welfare     | 3–0          | Winsford United             | 135      |
| 36                                                                                        | Bootle                     | 5–1          | Eccleshall                  | 55       |
| 37                                                                                        | Abbey Hey                  | 1–1          | Flixton                     | 55       |
| visszavágó                                                                                | Flixton                    | 3–1†         | Abbey Hey                   | 68       |
| 38                                                                                        | Barton Town Old Boys       | 1–3          | Winterton Rangers           | 132      |
| 39                                                                                        | Maine Road                 | 2–1          | Chadderton                  | 76       |
| 40                                                                                        | Brodsworth Welfare         | 2–1          | Ashton Town                 | 28       |
| 41                                                                                        | Oldham Town                | 2–0          | Ashton Athletic             | 44       |
| 42                                                                                        | Congleton Town             | 2–2          | AFC Blackpool               | 92       |
| visszavágó                                                                                | AFC Blackpool              | 1–4          | Congleton Town              | 54       |
| 43                                                                                        | Ramsbottom United          | 2–0          | Hallam                      | 135      |
| 44                                                                                        | Alsager Town               | 0–1          | Padiham                     | 54       |
| 45                                                                                        | Runcorn Linnets            | 3–2          | Rossington                  | 170      |
| 46                                                                                        | Colne                      | 4–1          | Daisy Hill                  | 55       |
| 47                                                                                        | Atherton Collieries        | 1–2          | Bacup Borough               | 42       |
| 48                                                                                        | Squires Gate               | 3–1          | Biddulph Victoria           | 55       |
| 49                                                                                        | AFC Wulfrunians            | 1–1          | Pilkington XXX              | 65       |
| visszavágó                                                                                | Pilkington XXX             | 2–1          | AFC Wulfrunians             | 68       |
| 50                                                                                        | Arnold Town                | 1–2          | Long Eaton United           | 117      |
| 51                                                                                        | Tipton Town                | 2–0          | Teversal                    | 39       |
| 52                                                                                        | Highgate United            | meccs nélkül | Brierley Hill & Withymoor   |          |
| a Highgate United mérkőzés nélkül jutott tovább, a Brierley Hill & Withymoor visszalépett |                            |              |                             |          |
| 53                                                                                        | Racing Club Warwick        | 6–2          | Cadbury Athletic            | 78       |
| 54                                                                                        | Westfields                 | 7–1          | Gedling Miners Welfare      | 44       |
| 55                                                                                        | Stratford Town             | 2–0          | Pershore Town               | 164      |
| 56                                                                                        | Shirebrook Town            | 3–2          | Causeway United             | 97       |
| 57                                                                                        | Gedling Town               | –            | Stapenhill                  |          |
| a Gedling Town mérkőzés nélkül jutott tovább, a Stapenhill visszalépett                   |                            |              |                             |          |
| 58                                                                                        | New Mills                  | 1–2          | Friar Lane & Epworth        | 184      |
| 59                                                                                        | Borrowash Victoria         | 2–4          | Market Drayton Town         | 52       |
| 60                                                                                        | Coventry Sphinx            | 1–2          | Barwell                     | 124      |
| 61                                                                                        | Tividale                   | 1–3          | Coleshill Town              | 54       |
| 62                                                                                        | Wellington                 | 1–4          | Mickleover Sports           | 46       |
| 63                                                                                        | Dunkirk                    | 1–4          | Alvechurch                  | 93       |
| 64                                                                                        | Heather St Johns           | 0–3          | Cradley Town                | 86       |
| 65                                                                                        | Ledbury Town               | 2–3          | Bromyard Town               | 84       |
| 66                                                                                        | Staveley Miners Welfare    | 3–1          | Bridgnorth Town             | 81       |
| 67                                                                                        | Goodrich                   | 1–1          | Meir KA                     | 44       |
| visszavágó                                                                                | Meir KA                    | 4–4          | Goodrich                    | 76       |
| a Meir KA nyert 5–4-re tizenegyesekkel                                                    |                            |              |                             |          |
| 68                                                                                        | Pegasus Juniors            | 1–4          | Glossop North End           | 41       |
| 69                                                                                        | Rocester                   | 0–1          | Nuneaton Griff              | 96       |
| 70                                                                                        | Southam United             | 3–1          | Boldmere St Michaels        | 102      |
| 71                                                                                        | Hinckley Downes            | 4–2          | Shawbury United             | 98       |
| 72                                                                                        | Heath Hayes                | 1–3          | Shifnal Town                | 120      |
| 73                                                                                        | Oadby Town                 | 0–3          | Oldbury United              | 70       |
| 74                                                                                        | Ellesmere Rangers          | 4–0          | Dudley Sports               |          |
| 75                                                                                        | Dudley Town                | 1–2          | Rainworth Miners Welfare    | 75       |
| 76                                                                                        | Brocton                    | 1–1          | Lye Town                    | 98       |
| visszavágó                                                                                | Lye Town                   | 5–1          | Brocton                     | 252      |
| 77                                                                                        | Gornal Athletic            | 3–1          | Pelsall Villa               | 26       |
| 78                                                                                        | G.S.A. Sports              | 1–3          | Coalville Town              | 30       |
| 79                                                                                        | Stone Dominoes             | 3–2          | Walsall Wood                | 37       |
| 80                                                                                        | Bolehall Swifts            | 1–3          | Studley                     | 52       |
| 81                                                                                        | Castle Vale                | 0–2          | Barrow Town                 | 152      |
| 82                                                                                        | Yaxley                     | 4–3          | Lincoln Moorlands Railway   | 62       |
| 83                                                                                        | Sleaford Town              | 3–2          | Ely City                    | 320      |
| 84                                                                                        | Haverhill Rovers           | 2–2          | March Town United           | 81       |
| visszavágó                                                                                | March Town United          | 2–0          | Haverhill Rovers            | 105      |
| 85                                                                                        | Stowmarket Town            | 2–2          | Ipswich Wanderers           | 87       |
| visszavágó                                                                                | Ipswich Wanderers          | 2–0          | Stowmarket Town             | 116      |
| 86                                                                                        | St Neots Town              | 7–1          | Holbeach United             | 190      |
| 87                                                                                        | Mildenhall Town            | 8–0          | Felixstowe & Walton United  | 166      |
| 88                                                                                        | Gorleston                  | 3–5          | Fakenham Town               | 92       |
| 89                                                                                        | Woodbridge Town            | 1–0          | Newmarket Town              | 93       |
| 90                                                                                        | Diss Town                  | 1–2          | Walsham-le-Willows          | 162      |
| 91                                                                                        | Hadleigh United            | 0–1          | Great Yarmouth Town         | 118      |
| 92                                                                                        | Whitton United             | 1–1          | Cornard United              | 47       |
| visszavágó                                                                                | Cornard United             | 3–3          | Whitton United              | 33       |
| a Cornard United nyert 4–2-re tizenegyesekkel                                             |                            |              |                             |          |
| 93                                                                                        | Leiston                    | 2–1          | Blackstones                 | 124      |
| 94                                                                                        | Long Melford               | 2–5          | Boston Town                 | 95       |
| 95                                                                                        | Thetford Town              | 0–1          | Needham Market              | 206      |
| 96                                                                                        | Debenham LC                | 0–1          | Dereham Town                | 91       |
| 97                                                                                        | Lowestoft Town             | 2–1          | St Ives Town                | 433      |
| 98                                                                                        | Wisbech Town               | 1–1          | Norwich United              | 170      |
| visszavágó                                                                                | Norwich United             | 1–3          | Wisbech Town                | 114      |
| 99                                                                                        | Deeping Rangers            | 3–0          | Bourne Town                 | 129      |
| 100                                                                                       | Wroxham                    | 1–0          | Kirkley & Pakefield         | 194      |
| 101                                                                                       | Raunds Town                | 2–2          | Harwich & Parkeston         | 94       |
| visszavágó                                                                                | Harwich & Parkeston        | 0–3          | Raunds Town                 | 131      |
| 102                                                                                       | FC Clacton                 | 2–0          | St Margaretsbury            | 151      |
| 103                                                                                       | Rothwell Corinthians       | 2–3          | Langford                    | 47       |
| 104                                                                                       | Erith Town                 | 7–1          | Potton United               | 25       |
| 105                                                                                       | Clapton                    | 0–3          | Stewarts & Lloyds Corby     |          |
| 106                                                                                       | Cockfosters                | 0–1          | Ampthill Town               | 94       |
| 107                                                                                       | Tring Athletic             | 5–3          | Berkhamsted Town            | 163      |
| 108                                                                                       | Desborough Town            | 4–4          | Saffron Walden Town         | 92       |
| visszavágó                                                                                | Saffron Walden Town        | 2–1          | Desborough Town             | 166      |
| 109                                                                                       | Southend Manor             | 2–1          | AFC Kempston Rovers         | 40       |
| 110                                                                                       | North Greenford United     | 0–1          | Tiptree United              | 64       |
| 111                                                                                       | Kentish Town               | 1–1          | Wellingborough Town         | 179      |
| visszavágó                                                                                | Wellingborough Town        | 2–0          | Kentish Town                | 112      |
| 112                                                                                       | Tokyngton Manor            | 2–3          | Biggleswade United          | 24       |
| 113                                                                                       | Cogenhoe United            | 0–1          | Northampton Spencer         | 144      |
| 114                                                                                       | Stotfold                   | 3–1          | Colney Heath                | 73       |
| 115                                                                                       | Kingsbury London Tigers    | 1–0          | Eton Manor                  | 108      |
| 116                                                                                       | Long Buckby                | 0–2          | Broxbourne Borough V&E      | 50       |
| 117                                                                                       | Hanwell Town               | 3–2          | Wootton Blue Cross          | 39       |
| 118                                                                                       | London Colney              | 1–1          | Sporting Bengal United      | 74       |
| visszavágó                                                                                | Sporting Bengal United     | 1–0          | London Colney               | 98       |
| 119                                                                                       | Stanway Rovers             | 4–0          | Welwyn Garden City          | 94       |
| 120                                                                                       | Halstead Town              | 4–1          | London APSA                 | 133      |
| 121                                                                                       | Haringey Borough           | 1–3          | Bedfont                     | 39       |
| 122                                                                                       | Wivenhoe Town              | 1–4          | Barkingside                 | 72       |
| 123                                                                                       | Hullbridge Sports          | 2–1          | Leverstock Green            | 50       |
| 124                                                                                       | Oxhey Jets                 | 5–0          | Hertford Town               | 58       |
| 125                                                                                       | Hoddesdon Town             | 2–3          | Stansted                    | 45       |
| 126                                                                                       | Wembley                    | 1–1          | Royston Town                | 99       |
| visszavágó                                                                                | Royston Town               | 4–0          | Wembley                     | 201      |
| 127                                                                                       | Bedfont Green              | 4–0          | Barking                     | 55       |
| 128                                                                                       | Brimsdown Rovers           | 0–2          | Hatfield Town               | 223      |
| 129                                                                                       | Bowers & Pitsea            | 1–2          | Harefield United            | 70       |
| 130                                                                                       | Romford                    | 3–0          | Biggleswade Town            | 146      |
| 131                                                                                       | Daventry United            | 0–0          | Burnham Ramblers            | 47       |
| visszavágó                                                                                | Burnham Ramblers           | 5–3          | Daventry United             | 84       |
| 132                                                                                       | Selsey                     | 1–0          | Egham Town                  | 139      |
| 133                                                                                       | Three Bridges              | 2–3          | VCD Athletic                | 66       |
| 134                                                                                       | Mile Oak                   | 3–0          | Bookham                     | 77       |
| 135                                                                                       | Hailsham Town              | 1–0          | Worthing United             | 79       |
| 136                                                                                       | Ash United                 | 0–4          | Sevenoaks Town              | 48       |
| 137                                                                                       | Westfield                  | 0–3          | East Preston                | 61       |
| 138                                                                                       | Banstead Athletic          | 0–2          | Colliers Wood United        | 35       |
| 139                                                                                       | Hassocks                   | 0–1          | Shoreham                    | 72       |
| 140                                                                                       | Slade Green                | 1–1          | Tunbridge Wells             |          |
| visszavágó                                                                                | Tunbridge Wells            | 2–1          | Slade Green                 | 112      |
| 141                                                                                       | Ringmer                    | 4–3†         | Rye United                  | 73       |
| 142                                                                                       | Pagham                     | 1–5          | Hythe Town                  | 120      |
| 143                                                                                       | Dorking                    | 2–1          | Chessington & Hook United   | 54       |
| 144                                                                                       | Littlehampton Town         | 2–5          | Peacehaven & Telscombe      | 58       |
| 145                                                                                       | Whitehawk                  | 0–0          | Croydon                     | 73       |
| visszavágó                                                                                | Croydon                    | 4–3          | Whitehawk                   | 63       |
| 146                                                                                       | Eastbourne United          | 2–4          | Epsom & Ewell               | 90       |
| 147                                                                                       | Crawley Down               | 2–2          | Chichester City United      | 56       |
| replay                                                                                    | Chichester City United     | 3–1          | Crawley Down                | 72       |
| 148                                                                                       | Cobham                     | 1–1          | Southwick                   | 53       |
| visszaágó                                                                                 | Southwick                  | 1–3          | Cobham                      | 77       |
| 149                                                                                       | Erith & Belvedere          | 4–2          | Lancing                     | 105      |
| 150                                                                                       | Wick                       | 0–3          | Molesey                     | 82       |
| 151                                                                                       | Wealden                    | 3–4          | East Grinstead Town         | 48       |
| 152                                                                                       | Frimley Green              | 1–0          | Guildford City              | 54       |
| 153                                                                                       | Faversham Town             | 0–2          | Horsham YMCA                | 268      |
| 154                                                                                       | Redhill                    | 1–2          | Herne Bay                   | 87       |
| 155                                                                                       | Camberley Town             | 1–1          | Lordswood                   | 71       |
| visszavágó                                                                                | Lordswood                  | 2–4          | Camberley Town              | 52       |
| 156                                                                                       | Sidley United              | 4–2          | Farnham Town                | 98       |
| 157                                                                                       | Chertsey Town              | 2–2          | Deal Town                   | 113      |
| visszavágó                                                                                | Deal Town                  | 1–2          | Chertsey Town               | 104      |
| 158                                                                                       | Lingfield                  | 0–3          | Arundel                     | 93       |
| 159                                                                                       | Horley Town                | 2–2          | Raynes Park Vale            | 80       |
| visszavágó                                                                                | Raynes Park Vale           | 3–1          | Horley Town                 | 72       |
| 160                                                                                       | Bournemouth                | 2–1          | Fareham Town                | 79       |
| 161                                                                                       | New Milton Town            | 5–0          | Amesbury Town               | 91       |
| 162                                                                                       | Westbury United            | 0–0          | Hamble ASSC                 | 59       |
| visszavágó                                                                                | Hamble ASSC                | 2–2          | Westbury United             | 62       |
| a Westbury United győzött 4–2-re tizenegyesekkel                                          |                            |              |                             |          |
| 163                                                                                       | Brockenhurst               | 2–1          | Reading Town                | 122      |
| 164                                                                                       | Aylesbury Vale             | 4–2†         | Highworth Town              | 66       |
| 165                                                                                       | Kidlington                 | 4–1          | Sandhurst Town              | 58       |
| 166                                                                                       | Christchurch               | 2–1          | Melksham Town               | 66       |
| 167                                                                                       | Witney United              | 2–0          | Buckingham Town             | 133      |
| 168                                                                                       | Milton United              | 1–2          | Lymington Town              | 42       |
| 169                                                                                       | Hartley Wintney            | 3–1          | Cove                        | 88       |
| 170                                                                                       | VT                         | 0–2          | Newport Pagnell Town        | 32       |
| 171                                                                                       | Hungerford Town            | 0–0          | Marlow United               | 59       |
| visszavágó                                                                                | Marlow United              | 2–2          | Hungerford Town             | 59       |
| a Marlow United nyert 4–2-re tizenegyesekkel                                              |                            |              |                             |          |
| 172                                                                                       | Devizes Town               | 2–2          | Calne Town                  | 63       |
| visszavágó                                                                                | Calne Town                 | 3–0          | Devizes Town                | 76       |
| 173                                                                                       | Downton                    | 2–0          | Abingdon Town               | 54       |
| 174                                                                                       | Chalfont St Peter          | 4–3          | Ardley United               | 56       |
| 175                                                                                       | Bicester Town              | 1–0          | Bristol Manor Farm          | 39       |
| 176                                                                                       | Thame United               | 0–0          | Bitton                      | 42       |
| visszavágó                                                                                | Bitton                     | 3–0          | Thame United                | 82       |
| 177                                                                                       | Bemerton Heath Harlequins  | 1–4          | Almondsbury Town            | 58       |
| 178                                                                                       | Corsham Town               | 0–2          | Moneyfields                 | 102      |
| 179                                                                                       | Shortwood United           | 5–0          | Henley Town                 | 56       |
| 180                                                                                       | Harrow Hill                | 4–1          | Alresford Town              | 40       |
| 181                                                                                       | Cowes Sports               | 4–3          | Alton Town                  | 88       |
| 182                                                                                       | Ringwood Town              | 1–0          | Hallen                      | 48       |
| 183                                                                                       | Carterton                  | 2–1          | Newport (Isle of Wight)     | 60       |
| 184                                                                                       | Flackwell Heath            | 1–1          | Wootton Bassett Town        | 63       |
| visszavágó                                                                                | Wootton Bassett Town       | 1–6          | Flackwell Heath             | 97       |
| 185                                                                                       | Wantage Town               | 1–3          | Brading Town                | 355      |
| 186                                                                                       | Fairford Town              | 4–1          | Shrivenham                  | 56       |
| 187                                                                                       | Chard Town                 | 2–2          | Street                      | 41       |
| visszavágó                                                                                | Street                     | 5–1          | Chard Town                  | 123      |
| 188                                                                                       | Elmore                     | 0–4          | Bodmin Town                 | 42       |
| 189                                                                                       | Willand Rovers             | 6–0          | Wadebridge Town             | 65       |
| 190                                                                                       | Welton Rovers              | 0–1          | Poole Town                  | 107      |
| 191                                                                                       | Launceston                 | 3–0          | Sherborne Town              | 146      |
| 192                                                                                       | Liskeard Athletic          | 0–5          | Larkhall Athletic           | 38       |
| 193                                                                                       | Ilfracombe Town            | 1–4          | Tavistock                   | 81       |
| 194                                                                                       | Bideford                   | 4–2          | Keynsham Town               | 180      |
| 195                                                                                       | Shaftesbury                | 2–2          | Falmouth Town               | 77       |
| visszavágó                                                                                | Falmouth Town              | 4–2          | Shaftesbury                 | 66       |
| 196                                                                                       | Odd Down                   | 2–1          | Bishop Sutton               | 48       |
| 197                                                                                       | Gillingham Town            | 2–2          | Saltash United              | 243      |
| visszavágó                                                                                | Saltash United             | 2–4          | Gillingham Town             | 116      |
| 198                                                                                       | Radstock Town              | 1–2          | Brislington                 | 51       |
| 199                                                                                       | Bridport                   | 2–1          | Barnstaple Town             | 107      |
| 200                                                                                       | Dawlish Town               | 0–0          | Wimborne Town               | 114      |
| visszavágó                                                                                | Wimborne Town              | 3–2          | Dawlish Town                | 273      |
| 201                                                                                       | Minehead                   | 0–3          | Clevedon United             | 40       |
| 202                                                                                       | St Blazey                  | 0–2          | Hamworthy United            | 85       |
| 203                                                                                       | Frome Town                 | 3–1          | Shepton Mallet              | 169      |

† – hosszabbítás után

## Bevezetőkör
A mérkőzéseket 2008. július 1-jén sorsolta ki az FA.
A mérkőzéseket 2008. augusztus 30-án játszották, az újrajátszások pedig szeptember 2-án és 3-án kerültek megrendezésre.
| #                                            | Hazai csapat             | Eredmény | Away team                  | Attendance |
| -------------------------------------------- | ------------------------ | -------- | -------------------------- | ---------- |
| 1                                            | Ashington                | 2–1      | Ossett Albion              | 345        |
| 2                                            | Team Northumbria         | 0–3      | Bedlington Terriers        | 83         |
| 3                                            | Armthorpe Welfare        | 1–1      | Crook Town                 | 40         |
| replay                                       | Crook Town               | 3–0      | Armthorpe Welfare          | 146        |
| 4                                            | Wakefield                | 2–0      | Stokesley SC               | 72         |
| 5                                            | South Shields            | 0–4      | Selby Town                 | 201        |
| 6                                            | Sunderland Nissan        | 1–2      | Newcastle Blue Star        | 88         |
| 7                                            | West Allotment Celtic    | 1–3      | Shildon                    | 100        |
| 8                                            | West Auckland Town       | 0–5      | Durham City                | 146        |
| 9                                            | Bishop Auckland FC       | 3–3      | Consett                    | 185        |
| replay                                       | Consett                  | 4–1      | Bishop Auckland            | 173        |
| 10                                           | Goole                    | 0–4      | Newcastle Benfield         | 181        |
| 11                                           | Billingham Town          | 0–4      | Whitley Bay                | 178        |
| 12                                           | FC Halifax Town          | 0–0      | Silsden                    | 833        |
| visszavágó                                   | Silsden                  | 1–3      | FC Halifax Town            | 442        |
| 13                                           | Whickham                 | 0–2      | Pickering Town             | 135        |
| 14                                           | Jarrow Roofing Boldon CA | 2–2      | Bridlington Town           | 65         |
| visszavágó                                   | Bridlington Town         | 2–1      | Jarrow Roofing Boldon CA   | 122        |
| 15                                           | Garforth Town            | 1–0      | Tow Law Town               | 145        |
| 16                                           | Billingham Synthonia     | 0–2      | Ryton                      | 96         |
| 17                                           | Dunston Federation       | 1–0      | Harrogate Railway Athletic | 172        |
| 18                                           | Newcastle Town           | 0–1      | Skelmersdale United        | 117        |
| 19                                           | Oldham Town              | 1–1      | Rossendale United          | 75         |
| replay                                       | Rossendale United        | 3–0      | Oldham Town                | 126        |
| 20                                           | Bootle                   | 1–0      | Padiham                    | 80         |
| 21                                           | Trafford                 | 2–4      | Stocksbridge Park Steels   | 147        |
| 22                                           | Congleton Town           | 1–1      | Squires Gate               | 136        |
| visszavágó                                   | Squires Gate             | 0–3      | Congleton Town             | 69         |
| 23                                           | Penrith                  | 1–3      | Clitheroe                  | 153        |
| 24                                           | Bottesford Town          | 2–2      | Flixton                    | 72         |
| replay                                       | Flixton                  | 7–5      | Bottesford Town            | 68         |
| 25                                           | Lancaster City           | 1–2      | Salford City               | 160        |
| 26                                           | Norton United            | 1–3      | Leek Town                  | 235        |
| 27                                           | Mossley                  | 3–1      | Ramsbottom United          | 202        |
| 28                                           | Formby                   | 0–5      | Colne                      | 59         |
| 29                                           | Brigg Town               | 2–2      | Maine Road                 | 92         |
| replay                                       | Maine Road               | 1–2      | Brigg Town                 | 90         |
| 30                                           | Radcliffe Borough        | 1–2      | Winterton Rangers          | 137        |
| 31                                           | Warrington Town          | 0–0      | Nostell Miners Welfare     | 132        |
| replay                                       | Nostell Miners Welfare   | 1–2      | Warrington Town            | 160        |
| 32                                           | Bacup Borough            | 3–1      | St Helens Town             | 58         |
| 33                                           | Chorley                  | 0–1      | Atherton Laburnum Rovers   | 208        |
| 34                                           | AFC Fylde                | 1–1      | Sheffield                  | 291        |
| replay                                       | Sheffield                | 4–0      | AFC Fylde                  | 285        |
| 35                                           | Woodley Sports           | 0–0      | Brodsworth Welfare         | 52         |
| visszavágó                                   | Brodsworth Welfare       | 0–2      | Woodley Sports             | 66         |
| 36                                           | Curzon Ashton            | 4–0      | Runcorn Linnets            | 138        |
| 37                                           | Bamber Bridge            | 4–3      | Colwyn Bay                 | 151        |
| 38                                           | Hinckley Downes          | 0–4      | Gornal Athletic            | 102        |
| 39                                           | Atherstone Town          | 1–0      | Quorn                      | 198        |
| 40                                           | Malvern Town             | 1–3      | Coalville Town             | 92         |
| 41                                           | Oldbury United           | 0–1      | Friar Lane & Epworth       | 67         |
| 42                                           | Long Eaton United        | 1–0      | Rushall Olympic            | 72         |
| 43                                           | Glapwell                 | 2–1      | Market Drayton Town        | 104        |
| 44                                           | Ellesmere Rangers        | 2–1      | Bromsgrove Rovers          | 179        |
| 45                                           | Loughborough Dynamo      | 0–1      | Tipton Town                | 125        |
| 46                                           | Shirebrook Town          | 1–3      | Studley                    | 93         |
| 47                                           | Stone Dominoes           | 1–2      | Rainworth Miners Welfare   | 53         |
| 48                                           | Nuneaton Town            | 1–0      | Gedling Town               | 549        |
| 49                                           | Westfields               | 2–4      | Stratford Town             | 77         |
| 50                                           | Chasetown                | 5–0      | Carlton Town               | 452        |
| 51                                           | Kidsgrove Athletic       | 3–0      | Pilkington XXX             | 106        |
| 52                                           | Highgate United          | 1–4      | Romulus                    | 90         |
| 53                                           | Sutton Coldfield Town    | 2–3      | Cradley Town               | 92         |
| 54                                           | Gresley Rovers           | 4–1      | Alvechurch                 | 247        |
| 55                                           | Shepshed Dynamo          | 3–2      | Mickleover Sports          | 167        |
| 56                                           | Retford United           | 3–1      | Barrow Town                | 205        |
| 57                                           | Glossop North End        | 1–2      | Belper Town                | 247        |
| 58                                           | Meir KA                  | 1–0      | Nuneaton Griff             | 77         |
| 59                                           | Lye Town                 | 1–2      | Southam United             | 133        |
| 60                                           | Leamington               | 4–0      | Staveley Miners Welfare    | 575        |
| 61                                           | Willenhall Town          | 0–0      | Bedworth United            | 106        |
| replay                                       | Bedworth United          | 2–3†     | Willenhall Town            | 130        |
| 62                                           | Racing Club Warwick      | 0–2      | Stourport Swifts           | 86         |
| 63                                           | Coleshill Town           | 2–3      | Shifnal Town               | 91         |
| 64                                           | Bromyard Town            | 1–5      | Barwell                    | 57         |
| 65                                           | Spalding United          | 2–3      | Yaxley                     | 153        |
| 66                                           | Soham Town Rangers       | 0–2      | Needham Market             | 167        |
| 67                                           | Leiston                  | 3–1      | March Town United          | 170        |
| 68                                           | Wisbech Town             | 2–2      | Mildenhall Town            | 208        |
| replay                                       | Mildenhall Town          | 4–0      | Wisbech Town               | 213        |
| 69                                           | Fakenham Town            | 0–4      | Boston Town                | 76         |
| 70                                           | Grantham Town            | 4–1      | Woodbridge Town            | 187        |
| 71                                           | Walsham-le-Willows       | 1–2      | Sleaford Town              | 112        |
| 72                                           | Dereham Town             | 2–2      | Stamford                   | 166        |
| visszavágó                                   | Stamford                 | 1–0      | Dereham Town               | 166        |
| 73                                           | AFC Sudbury              | 1–1      | Lowestoft Town             | 309        |
| replay                                       | Lowestoft Town           | 2–2      | AFC Sudbury                | 598        |
| Lowestoft Town won 4–1 on penalties          |                          |          |                            |            |
| 74                                           | Ipswich Wanderers        | 1–1      | Cornard United             | 69         |
| replay                                       | Cornard United           | 3–0      | Ipswich Wanderers          | 40         |
| 75                                           | Great Yarmouth Town      | 2–2      | Wroxham                    | 190        |
| visszavágó                                   | Wroxham                  | 3–0      | Great Yarmouth Town        | 205        |
| 76                                           | St Neots Town            | 2–3      | Lincoln United             | 250        |
| 77                                           | Deeping Rangers          | 1–2      | Bury Town                  | 137        |
| 78                                           | Brentwood Town           | 2–1      | Erith Town                 | 108        |
| 79                                           | Dulwich Hamlet           | 1–1      | Broxbourne Borough V&E     | 164        |
| replay                                       | Broxbourne Borough V&E   | 1–2      | Dulwich Hamlet             | 96         |
| 80                                           | Great Wakering Rovers    | 4–0      | Bedfont Green              | 78         |
| 81                                           | Langford                 | 0–1      | Arlesey Town               | 161        |
| 82                                           | Oxhey Jets               | 5–2      | Ilford                     | 93         |
| 83                                           | Northwood                | 0–2      | Metropolitan Police        | 131        |
| 84                                           | Northampton Spencer      | 2–2      | Wingate and Finchley       | 101        |
| visszavágó                                   | Wingate and Finchley     | 4–0      | Northampton Spencer        | 84         |
| 85                                           | Bedfont                  | 2–4      | Tiptree United             | 83         |
| 86                                           | Barton Rovers            | 2–1      | Burnham Ramblers           | 67         |
| 87                                           | Leyton                   | 2–1      | Romford                    | 106        |
| 88                                           | Ampthill Town            | 0–4      | Dunstable Town             | 140        |
| 89                                           | Halstead Town            | 1–2      | Stotfold                   | 103        |
| 90                                           | East Thurrock United     | 4–2      | Hatfield Town              | 139        |
| 91                                           | FC Clacton               | 4–0      | Stansted                   | 138        |
| 92                                           | Barkingside              | 0–4      | Stanway Rovers             | 100        |
| 93                                           | Cheshunt                 | 2–1      | Southend Manor             | 192        |
| 94                                           | Tilbury                  | 0–2      | Leighton Town              | 57         |
| 95                                           | Stewarts & Lloyds Corby  | 3–2      | Corinthian Casuals         | 74         |
| 96                                           | Hanwell Town             | 0–5      | Aveley                     | 71         |
| 97                                           | Witham Town              | 3–3      | Maldon Town                | 185        |
| replay                                       | Maldon Town              | 1–4      | Witham Town                | 121        |
| 98                                           | Waltham Forest           | 0–1      | Thamesmead Town            | 38         |
| 99                                           | Harefield United         | 1–1      | Saffron Walden Town        | 130        |
| replay                                       | Saffron Walden Town      | 2–0      | Harefield United           | 209        |
| 100                                          | Ware                     | 4–0      | Sporting Bengal United     | 178        |
| 101                                          | Concord Rangers          | 2–0      | Kingsbury London Tigers    | 128        |
| 102                                          | Rothwell Town            | 2–0      | Hullbridge Sports          | 83         |
| 103                                          | Hillingdon Borough       | 3–1      | Enfield Town               | 108        |
| 104                                          | Redbridge                | 1–3      | Uxbridge                   | 91         |
| 105                                          | Croydon Athletic         | 3–1      | Wellingborough Town        | 126        |
| 106                                          | Tring Athletic           | 1–2      | Biggleswade United         | 87         |
| 107                                          | AFC Hayes                | 1–3      | Royston Town               | 83         |
| 108                                          | Woodford United          | 1–1      | Raunds Town                | 74         |
| replay                                       | Raunds Town              | 0–0      | Woodford United            | 129        |
| a Raunds Town győzött 4–3-ra tizenegyesekkel |                          |          |                            |            |
| 109                                          | Potters Bar Town         | 1–1      | Waltham Abbey              | 84         |
| visszavágó                                   | Waltham Abbey            | 1–0      | Potters Bar Town           | 131        |
| 110                                          | Walton Casuals           | 2–0      | Molesey                    | 106        |
| 111                                          | Mile Oak                 | 0–2      | Arundel                    | 93         |
| 112                                          | Horsham YMCA             | 3–1      | Tunbridge Wells            | 103        |
| 113                                          | Sevenoaks Town           | 4–4      | Folkestone Invicta         | 140        |
| visszavágó                                   | Folkestone Invicta       | 4–1      | Sevenoaks Town             | 194        |
| 114                                          | Ashford Town             | 3–2      | Leatherhead                | 293        |
| 115                                          | Herne Bay                | 2–2      | Chipstead                  | 210        |
| replay                                       | Chipstead                | 2–0†     | Herne Bay                  | 110        |
| 116                                          | Epsom & Ewell            | 2–1      | Frimley Green              | 70         |
| 117                                          | Whitstable Town          | 1–0      | Selsey                     | 153        |
| 118                                          | Camberley Town           | 0–6      | Worthing                   | 131        |
| 119                                          | Hythe Town               | 2–1      | Walton & Hersham           | 209        |
| 120                                          | Crowborough Athletic     | 3–1      | Ringmer                    | 108        |
| 121                                          | East Preston             | 1–2      | Erith & Belvedere          | 71         |
| 122                                          | Sittingbourne            | 2–1      | Chertsey Town              | 168        |
| 123                                          | Burgess Hill Town        | 2–0      | Hailsham Town              | 159        |
| 124                                          | Cobham                   | 0–2      | Merstham                   | 68         |
| 125                                          | Shoreham                 | 1–3      | Kingstonian                | 281        |
| 126                                          | Chatham Town             | 2–2      | Dorking                    | 119        |
| replay                                       | Dorking                  | 0–1      | Chatham Town               | 88         |
| 127                                          | East Grinstead Town      | 0–3      | Colliers Wood United       | 122        |
| 128                                          | Raynes Park Vale         | 1–2      | Godalming Town             | 114        |
| 129                                          | Whyteleafe               | 0–0      | Peacehaven & Telscombe     | 96         |
| replay                                       | Peacehaven & Telscombe   | 1–3      | Whyteleafe                 | 102        |
| 130                                          | VCD Athletic             | 3–1      | Croydon                    | 101        |
| 131                                          | Sidley United            | 1–2      | Eastbourne Town            | 180        |
| 132                                          | Cray Wanderers           | 4–1      | Chichester City United     | 134        |
| 133                                          | AFC Totton               | 2–1      | Moneyfields                | 254        |
| 134                                          | Westbury United          | 0–6      | Fairford Town              | 78         |
| 135                                          | Cowes Sports             | 4–0      | Lymington Town             | 102        |
| 136                                          | Aylesbury Vale           | 1–1      | Burnham                    | 74         |
| replay                                       | Burnham                  | 1–2      | Aylesbury Vale             | 112        |
| 137                                          | Aylesbury United         | 2–0      | Windsor & Eton             | 214        |
| 138                                          | Ringwood Town            | 2–2      | Marlow                     | 81         |
| replay                                       | Marlow                   | 4–0      | Ringwood Town              | 92         |
| 139                                          | Chalfont St Peter        | 2–1      | Harrow Hill                | 65         |
| 140                                          | Didcot Town              | 5–0      | Bournemouth                | 208        |
| 141                                          | Carterton                | 0–1      | North Leigh                | 79         |
| 142                                          | Newport Pagnell Town     | 1–0      | Cirencester Town           | 117        |
| 143                                          | Gosport Borough          | 5–0      | Hartley Wintney            | 148        |
| 144                                          | Kidlington               | 2–3      | Almondsbury Town           | 64         |
| 145                                          | Chesham United           | 5–1      | Brading Town               | 332        |
| 146                                          | Fleet Town               | 1–1      | Brockenhurst               | 128        |
| visszavágó                                   | Brockenhurst             | 0–1      | Fleet Town                 | 130        |
| 147                                          | Bitton                   | 2–1      | Bishop's Cleeve            | 88         |
| 148                                          | Witney United            | 2–2      | Thatcham Town              | 90         |
| visszavágó                                   | Thatcham Town            | 3–1†     | Witney United              | 134        |
| 149                                          | Beaconsfield SYCOB       | 1–0      | Marlow United              | 114        |
| 150                                          | Shortwood United         | 2–0      | Christchurch               | 75         |
| 151                                          | Abingdon United          | 1–1      | Slough Town                | 156        |
| replay                                       | Slough Town              | 5–2      | Abingdon United            | 211        |
| 152                                          | Andover                  | 1–3      | Calne Town                 | 134        |
| 153                                          | New Milton Town          | 1–2      | Downton                    | 59         |
| 154                                          | Flackwell Heath          | 3–4      | Winchester City            | 72         |
| 155                                          | Bracknell Town           | 3–0      | Bicester Town              | 103        |
| 156                                          | Bodmin Town              | 0–3      | Bridgwater Town            | 149        |
| 157                                          | Launceston               | 0–2      | Paulton Rovers             | 200        |
| 158                                          | Clevedon United          | 0–3      | Taunton Town               | 119        |
| 159                                          | Odd Down                 | 0–2      | Wimborne Town              | 71         |
| 160                                          | Street                   | 3–3      | Bideford                   | 146        |
| replay                                       | Bideford                 | 2–1      | Street                     | 155        |
| 161                                          | Cinderford Town          | 0–1      | Frome Town                 | 109        |
| 162                                          | Falmouth Town            | 0–4      | Truro City                 | 487        |
| 163                                          | Poole Town               | 2–1      | Willand Rovers             | 229        |
| 164                                          | Hamworthy United         | 3–2      | Brislington                | 80         |
| 165                                          | Larkhall Athletic        | 6–2      | Tavistock                  | 130        |
| 166                                          | Bridport                 | 3–0      | Gillingham Town            | 287        |

† – hosszabbítás után

## Első selejtezőkör
Az első selejtezőkör mérkőzéseit 2008. szeptember 13-án és szeptember 14-én játszották. A visszavágókat 2008. szeptember 16-án és szeptember 17-én tartották. A kör sorsolását 2008. július 1-jén tette közzé weboldalán az FA.
| #                                             | Hazai csapat             | Eredmény | Vendég csapat            | Nézőszám |
| --------------------------------------------- | ------------------------ | -------- | ------------------------ | -------- |
| 1                                             | Bedlington Terriers      | 0–1      | Bradford Park Avenue     | 161      |
| 2                                             | Selby Town               | 2–4      | Guiseley                 | 217      |
| 3                                             | Garforth Town            | 1–0      | Ossett Town              | 151      |
| 4                                             | Newcastle Benfield       | 1–1      | Bridlington Town         | 53       |
| visszavágó                                    | Bridlington Town         | 1–2      | Newcastle Benfield       | 172      |
| 5                                             | Ashington                | 0–6      | Durham City              | 284      |
| 6                                             | Whitby Town              | 3–2      | Dunston Federation       | 244      |
| 7                                             | Consett                  | 4–4      | North Ferriby United     | 175      |
| visszavágó                                    | North Ferriby United     | 6–1      | Consett                  | 135      |
| 8                                             | Wakefield                | 4–3      | Crook Town               | 127      |
| 9                                             | Ryton                    | 0–4      | FC Halifax Town          | 384      |
| 10                                            | Newcastle Blue Star      | 2–0      | Shildon                  | 187      |
| 11                                            | Pickering Town           | 0–1      | Whitley Bay              | 209      |
| 12                                            | Congleton Town           | 0–2      | Prescot Cables           | 169      |
| 13                                            | Sheffield                | 3–2      | Colne                    | 242      |
| 14                                            | Woodley Sports           | 1–3      | Rossendale United        | 66       |
| 15                                            | Bacup Borough            | 3–0      | Cammell Laird            | 131      |
| 16                                            | Brigg Town               | 1–4      | Stocksbridge Park Steels | 87       |
| 17                                            | Clitheroe                | 1–1      | Leek Town                | 258      |
| replay                                        | Leek Town                | 0–1      | Clitheroe                | 224      |
| 18                                            | Buxton                   | 3–1      | Bootle                   | 412      |
| 19                                            | Frickley Athletic        | 1–0      | Skelmersdale United      | 240      |
| 20                                            | Nantwich Town            | 0–0      | Manchester United        | 1,784    |
| visszavágó                                    | Manchester United        | 3–4      | Nantwich Town            | 1,012    |
| 21                                            | Flixton                  | 1–4      | Mossley                  | 123      |
| 22                                            | Bamber Bridge            | 1–2      | Witton Albion            | 214      |
| 23                                            | Salford City             | 5–0      | Atherton Laburnum Rovers | 118      |
| 24                                            | Curzon Ashton            | 1–0      | Leigh Genesis            | 158      |
| 25                                            | Winterton Rangers        | 4–2      | Warrington Town          | 100      |
| 26                                            | Ashton United            | 0–6      | Kendal Town              | 118      |
| 27                                            | Marine                   | 1–5      | Worksop Town             | 205      |
| 28                                            | Hednesford Town          | 1–2      | Atherstone Town          | 416      |
| 29                                            | Shepshed Dynamo          | 7–0      | Stourport Swifts         | 156      |
| 30                                            | Friar Lane & Epworth     | 0–0      | Rugby Town               | 210      |
| visszavágó                                    | Rugby Town               | 5–3      | Friar Lane & Epworth     | 176      |
| 31                                            | Cradley Town             | 2–2      | Ellesmere Rangers        | 77       |
| replay                                        | Ellesmere Rangers        | 1–3      | Cradley Town             | 274      |
| 32                                            | Stourbridge              | 0–0      | Rainworth Miners Welfare | 183      |
| visszavágó                                    | Rainworth Miners Welfare | 1–3      | Stourbridge              | 155      |
| 33                                            | Gresley Rovers           | 2–4      | Chasetown                | 438      |
| 34                                            | Meir KA                  | 1–1      | Halesowen Town           | 214      |
| visszavágó                                    | Halesowen Town           | 8–1      | Meir KA                  | 308      |
| 35                                            | Shifnal Town             | 0–1      | Long Eaton United        | 84       |
| 36                                            | Gornal Athletic          | 0–0      | Southam United           | 93       |
| visszavágó                                    | Southam United           | 2–1      | Gornal Athletic          | 153      |
| 37                                            | Retford United           | 1–1      | Willenhall Town          | 220      |
| visszavágó                                    | Willenhall Town          | 1–3      | Retford United           | 95       |
| 38                                            | Ilkeston Town            | 4–1      | Matlock Town             | 495      |
| 39                                            | Coalville Town           | 2–1      | Studley                  | 128      |
| 40                                            | Romulus                  | 2–1      | Stratford Town           | 100      |
| 41                                            | Eastwood Town            | 4–0      | Kidsgrove Athletic       | 230      |
| 42                                            | Leamington               | 0–3      | Evesham United           | 712      |
| 43                                            | Belper Town              | 3–2      | Barwell                  | 120      |
| 44                                            | Boston United            | 6–1      | Glapwell                 | 857      |
| 45                                            | Nuneaton Town            | 3–1      | Tipton Town              | 531      |
| 46                                            | Cambridge City           | 2–0      | Lowestoft Town           | 391      |
| 47                                            | Cornard United           | 0–5      | Leiston                  | 50       |
| 48                                            | Grantham Town            | 3–4      | Wroxham                  | 185      |
| 49                                            | Lincoln United           | 3–2      | Mildenhall Town          | 147      |
| 50                                            | Bury Town                | 3–1      | Boston Town              | 200      |
| 51                                            | Sleaford Town            | 2–6      | Stamford                 | 349      |
| 52                                            | Needham Market           | 2–2      | Yaxley                   | 150      |
| visszavágó                                    | Yaxley                   | 0–3      | Needham Market           | 128      |
| 53                                            | Boreham Wood             | 3–0      | Biggleswade United       | 75       |
| 54                                            | Hillingdon Borough       | 0–6      | East Thurrock United     | 80       |
| 55                                            | Royston Town             | 2–4      | Hendon                   | 303      |
| 56                                            | Ware                     | 1–1      | Barton Rovers            | 188      |
| visszavágó                                    | Barton Rovers            | 1–2      | Ware                     | 112      |
| 57                                            | Stewarts & Lloyds Corby  | 5–1      | Croydon Athletic         | 65       |
| 58                                            | Tiptree United           | 1–3      | Stanway Rovers           | 128      |
| 59                                            | Billericay Town          | 4–1      | FC Clacton               | 337      |
| 60                                            | Oxhey Jets               | 1–5      | Dulwich Hamlet           | 148      |
| 61                                            | Hemel Hempstead Town     | 1–1      | Harrow Borough           | 199      |
| visszavágó                                    | Harrow Borough           | 1–2      | Hemel Hempstead Town     | 121      |
| 62                                            | Thamesmead Town          | 2–1      | Great Wakering Rovers    | 78       |
| 63                                            | Metropolitan Police      | 0–3      | Corby Town               | 140      |
| 64                                            | Wingate and Finchley     | 2–0      | Witham Town              | 115      |
| 65                                            | Stotfold                 | 0–3      | Leighton Town            | 101      |
| 66                                            | Hitchin Town             | 5–0      | Concord Rangers          | 225      |
| 67                                            | Leyton                   | 2–4      | Brackley Town            | 80       |
| 68                                            | Canvey Island            | 1–5      | Dunstable Town           | 312      |
| 69                                            | Raunds Town              | 0–3      | Ashford Town (Middx)     | 154      |
| 70                                            | Heybridge Swifts         | 1–1      | Uxbridge                 | 145      |
| visszavágó                                    | Uxbridge                 | 1–3      | Heybridge Swifts         | 105      |
| 71                                            | Cheshunt                 | 0–3      | Staines Town             | 236      |
| 72                                            | Saffron Walden Town      | 0–2      | AFC Hornchurch           | 337      |
| 73                                            | Harlow Town              | 5–1      | Aveley                   | 245      |
| 74                                            | Brentwood Town           | 1–1      | Arlesey Town             | 145      |
| visszavágó                                    | Arlesey Town             | 1–0      | Brentwood Town           | 110      |
| 75                                            | Waltham Abbey            | 0–1      | Rothwell Town            | 143      |
| 76                                            | Wealdstone               | 2–2      | Bedford Town             | 312      |
| visszavágó                                    | Bedford Town             | 1–1      | Wealdstone               | 349      |
| a Bedford Town győzött 4–2-re tizenegyesekkel |                          |          |                          |          |
| 77                                            | Dartford                 | 3–2      | Hastings United          | 830      |
| 78                                            | Crowborough Athletic     | 1–0      | Walton Casuals           | 145      |
| 79                                            | Burgess Hill Town        | 5–2      | Epsom & Ewell            | 156      |
| 80                                            | Horsham                  | 1–0      | Colliers Wood United     | 258      |
| 81                                            | Horsham YMCA             | 1–1      | Whyteleafe               | 114      |
| visszavágó                                    | Whyteleafe               | 2–0      | Horsham YMCA             | 82       |
| 82                                            | Folkestone Invicta       | 1–0      | Ramsgate                 | 305      |
| 83                                            | Erith & Belvedere        | 2–0      | Sittingbourne            | 133      |
| 84                                            | Worthing                 | 5–1      | Margate                  | 338      |
| 85                                            | Godalming Town           | 1–1      | Arundel                  | 140      |
| visszavágó                                    | Arundel                  | 1–2      | Godalming Town           | 123      |
| 86                                            | Carshalton Athletic      | 4–1      | Eastbourne Town          | 247      |
| 87                                            | Kingstonian              | 3–0      | Ashford Town             | 401      |
| 88                                            | Sutton United            | 3–1      | Cray Wanderers           | 325      |
| 89                                            | Merstham                 | 2–1      | Whitstable Town          | 130      |
| 90                                            | Hythe Town               | 0–0      | VCD Athletic             | 143      |
| visszavágó                                    | VCD Athletic             | 3–0      | Hythe Town               | 153      |
| 91                                            | Tonbridge Angels         | 1–2      | Dover Athletic           | 795      |
| 92                                            | Chipstead                | 1–0      | Chatham Town             | 85       |
| 93                                            | Maidstone United         | 2–1      | Tooting & Mitcham United | 355      |
| 94                                            | Bracknell Town           | 2–0      | Oxford City              | 111      |
| 95                                            | Aylesbury Vale           | 2–0      | Downton                  | 70       |
| 96                                            | Shortwood United         | 3–2      | Didcot Town              | 124      |
| 97                                            | Farnborough              | 1–0      | Slough Town              | 571      |
| 98                                            | Fleet Town               | 3–0      | Cowes Sports             | 141      |
| 99                                            | Newport Pagnell Town     | 2–1      | Marlow                   | 148      |
| 100                                           | Aylesbury United         | 1–0      | Almondsbury Town         | 163      |
| 101                                           | Chalfont St Peter        | 5–3      | Gloucester City          | 145      |
| 102                                           | Chippenham Town          | 2–0      | Banbury United           | 269      |
| 103                                           | Calne Town               | 0–5      | Bashley                  | 125      |
| 104                                           | Bitton                   | 3–2      | Beaconsfield SYCOB       | 92       |
| 105                                           | Fairford Town            | 1–2      | Gosport Borough          | 81       |
| 106                                           | Winchester City          | 0–3      | AFC Totton               | 301      |
| 107                                           | North Leigh              | 2–3      | Chesham United           | 160      |
| 108                                           | Thatcham Town            | 1–0      | Swindon Supermarine      | 103      |
| 109                                           | Frome Town               | 1–1      | Bideford                 | 189      |
| visszavágó                                    | Bideford                 | 1–3†     | Frome Town               | 193      |
| 110                                           | Paulton Rovers           | 3–0      | Larkhall Athletic        | 243      |
| 111                                           | Bridgwater Town          | 1–3      | Mangotsfield United      | 296      |
| 112                                           | Hamworthy United         | 2–1      | Taunton Town             | 110      |
| 113                                           | Truro City               | 3–1      | Yate Town                | 556      |
| 114                                           | Clevedon Town            | 4–1      | Bridport                 | 161      |
| 115                                           | Wimborne Town            | 0–1      | Tiverton Town            | 389      |
| 116                                           | Poole Town               | 3–0      | Merthyr Tydfil           | 271      |

† – hosszabbítás után

## Második selejtezőkör
A második selejtezőkör mérkőzéseit 2008. szeptember 27-én és szeptember 28-án játszották. A kör sorsolását 2008. szeptember 15-én, hétfőn tette közzé weboldalán az FA.
| Tie no                              | Home team                | Score | Away team                  | Attendance |
| ----------------------------------- | ------------------------ | ----- | -------------------------- | ---------- |
| 1                                   | Nantwich Town            | 4–1   | FC Halifax Town            | 1,091      |
| 2                                   | Kendal Town              | 1–2   | Mossley                    | 208        |
| 3                                   | Southport                | 3–2   | Vauxhall Motors            | 593        |
| 4                                   | Frickley Athletic        | 1–0   | Clitheroe                  | 271        |
| 5                                   | North Ferriby United     | 1–4   | Newcastle Blue Star        | 134        |
| 6                                   | Whitby Town              | 2–2   | Blyth Spartans             | 403        |
| replay                              | Blyth Spartans           | 5–2   | Whitby Town                | 408        |
| 7                                   | Stocksbridge Park Steels | 1–2   | Curzon Ashton              | 150        |
| 8                                   | Wakefield                | 0–3   | Fleetwood Town             | 161        |
| 9                                   | Droylsden                | 2–1   | Bradford Park Avenue       | 425        |
| 10                                  | Winterton Rangers        | 1–1   | Newcastle Benfield         | 116        |
| replay                              | Newcastle Benfield       | 2–1†  | Winterton Rangers          | 84         |
| 11                                  | Durham City              | 4–0   | Rossendale United          | 142        |
| 12                                  | Whitley Bay              | 3–1   | Hyde United                | 364        |
| 13                                  | Guiseley                 | 2–2   | Garforth Town              | 454        |
| replay                              | Garforth Town            | 1–3   | Guiseley                   | 244        |
| 14                                  | Buxton                   | 1–0   | Burscough                  | 442        |
| 15                                  | Prescot Cables           | 2–1   | Salford City               | 220        |
| 16                                  | Workington               | 0–0   | Harrogate Town             | 413        |
| replay                              | Harrogate Town           | 0–0   | Workington                 | 305        |
| Harrogate Town won 5–4 on penalties |                          |       |                            |            |
| 17                                  | Gateshead                | 1–1   | Witton Albion              | 212        |
| replay                              | Witton Albion            | 1–3   | Gateshead                  | 227        |
| 18                                  | Stalybridge Celtic       | 4–0   | Farsley Celtic             | 500        |
| 19                                  | Sheffield                | 4–1   | Bacup Borough              | 247        |
| 20                                  | Coalville Town           | 2–1   | Stafford Rangers           | 410        |
| 21                                  | Evesham United           | 2–2   | Nuneaton Town              | 405        |
| replay                              | Nuneaton Town            | 1–2   | Evesham United             | 508        |
| 22                                  | Lincoln United           | 0–1   | Eastwood Town              | 115        |
| 23                                  | Rugby Town               | 5–1   | Long Eaton United          | 213        |
| 24                                  | Shepshed Dynamo          | 1–2   | Alfreton Town              | 374        |
| 25                                  | Chasetown                | 1–1   | Rothwell Town              | 562        |
| replay                              | Rothwell Town            | 2–5†  | Chasetown                  | 194        |
| 26                                  | Hucknall Town            | 3–0   | Cradley Town               | 230        |
| 27                                  | Belper Town              | 4–1   | Redditch United            | 301        |
| 28                                  | Boston United            | 2–1   | Stamford                   | 1,125      |
| 29                                  | Retford United           | 3–1   | Romulus                    | 209        |
| 30                                  | Stourbridge              | 1–1   | Brackley Town              | 199        |
| visszavágó                          | Brackley Town            | 1–0   | Stourbridge                | 187        |
| 31                                  | Halesowen Town           | 3–0   | Gainsborough Trinity       | 502        |
| 32                                  | Southam United           | 1–1   | Atherstone Town            | 247        |
| visszavágó                          | Atherstone Town          | 3–1†  | Southam United             | 267        |
| 33                                  | Stewarts & Lloyds Corby  | 2–3   | Ilkeston Town              | 177        |
| 34                                  | Kings Lynn               | 2–1   | Worksop Town               | 1,080      |
| 35                                  | AFC Telford United       | 3–2   | Corby Town                 | 1,262      |
| 36                                  | Worcester City           | 0–1   | Tamworth                   | 898        |
| 37                                  | Hinckley United          | 4–1   | Solihull Moors             | 369        |
| 38                                  | Bromley                  | 0–1   | AFC Hornchurch             | 581        |
| 39                                  | Thurrock                 | 0–5   | Boreham Wood               | 90         |
| 40                                  | Dunstable Town           | 2–3   | Chipstead                  | 142        |
| 41                                  | Folkestone Invicta       | 1–2   | Horsham                    | 345        |
| 42                                  | Wroxham                  | 2–1   | Heybridge Swifts           | 223        |
| 43                                  | Burgess Hill Town        | 0–0   | Bognor Regis Town          | 426        |
| visszavágó                          | Bognor Regis Town        | 0–2   | Burgess Hill Town          | 319        |
| 44                                  | Bedford Town             | 2–2   | AFC Wimbledon              | 1,296      |
| visszavágó                          | AFC Wimbledon            | 3–0   | Bedford Town               | 1,370      |
| 45                                  | Welling United           | 1–1   | Whyteleafe                 | 336        |
| visszavágó                          | Whyteleafe               | 2–0   | Welling United             | 206        |
| 46                                  | Bishop's Stortford       | 3–2   | Wingate and Finchley       | 303        |
| 47                                  | Hitchin Town             | 0–0   | Stanway Rovers             | 293        |
| visszavágó                          | Stanway Rovers           | 0–2   | Hitchin Town               | 154        |
| 48                                  | St Albans City           | 0–0   | Harlow Town                | 404        |
| visszavágó                          | Harlow Town              | 3–2   | St Albans City             | 299        |
| 49                                  | Erith & Belvedere        | 0–2   | Godalming Town             | 156        |
| 50                                  | Dulwich Hamlet           | 2–2   | Hendon                     | 353        |
| visszavágó                          | Hendon                   | 2–1   | Dulwich Hamlet             | 139        |
| 51                                  | Merstham                 | 1–1   | Thamesmead Town            | 137        |
| visszavágó                          | Thamesmead Town          | 1–5   | Merstham                   | 102        |
| 52                                  | Leighton Town            | 0–1   | Crowborough Athletic       | 161        |
| 53                                  | Dartford                 | 0–1   | Hampton & Richmond Borough | 1,061      |
| 54                                  | Staines Town             | 0–0   | Hayes & Yeading United     | 561        |
| visszavágó                          | Hayes & Yeading United   | 5–3†  | Staines Town               | 348        |
| 55                                  | Maidstone United         | 3–2   | Fisher Athletic            | 389        |
| 56                                  | Bury Town                | 2–1   | Chelmsford City            | 698        |
| 57                                  | Hemel Hempstead Town     | 1–2   | Ware                       | 202        |
| 58                                  | Carshalton Athletic      | 1–2   | Leiston                    | 311        |
| 59                                  | Sutton United            | 3–1   | Billericay Town            | 410        |
| 60                                  | Cambridge City           | 1–1   | Worthing                   | 357        |
| visszavágó                          | Worthing                 | 2–1   | Cambridge City             | 250        |
| 61                                  | Kingstonian              | 4–0   | Braintree Town             | 356        |
| 62                                  | Dover Athletic           | 3–1   | Needham Market             | 809        |
| 63                                  | East Thurrock United     | 3–0   | VCD Athletic               | 157        |
| 64                                  | Arlesey Town             | 1–4   | Ashford Town (Middx)       | 129        |
| 65                                  | Paulton Rovers           | 1–0   | Bitton                     | 198        |
| 66                                  | Fleet Town               | 5–0   | Newport Pagnell Town       | 191        |
| 67                                  | Poole Town               | 1–3   | Frome Town                 | 431        |
| 68                                  | Bath City                | 2–0   | Clevedon Town              | 486        |
| 69                                  | Aylesbury United         | 4–1   | Mangotsfield United        | 203        |
| 70                                  | Weston Super Mare        | 2–4   | Chesham United             | 281        |
| 71                                  | Eastleigh                | 1–0   | Farnborough                | 687        |
| 72                                  | AFC Totton               | 2–1   | Thatcham Town              | 302        |
| 73                                  | Havant & Waterlooville   | 2–2   | Shortwood United           | 402        |
| visszavágó                          | Shortwood United         | 0–1   | Havant & Waterlooville     | 310        |
| 74                                  | Bashley                  | 2–1   | Maidenhead United          | 312        |
| 75                                  | Basingstoke Town         | 3–1   | Hamworthy United           | 329        |
| 76                                  | Oxford City              | 2–1   | Tiverton Town              | 257        |
| 77                                  | Aylesbury Vale           | 1–1   | Gosport Borough            | 136        |
| visszavágó                          | Gosport Borough          | 4–0   | Aylesbury Vale             | 132        |
| 78                                  | Dorchester Town          | 2–2   | Newport County             | 396        |
| visszavágó                          | Newport County           | 1–2   | Dorchester Town            | 653        |
| 79                                  | Chalfont St Peter        | 0–1   | Team Bath                  | 190        |
| 80                                  | Truro City               | 1–1   | Chippenham Town            | 710        |
| visszavágó                          | Chippenham Town          | 4–2   | Truro City                 | 498        |

† – hosszabbítás után

## Harmadik selejtezőkör
A harmadik selejtezőkör mérkőzéseit 2008. október 11-én és október 12-én játszották. A kör sorsolását 2008. szeptember 29-én, hétfőn tette közzé weboldalán az FA.
| #          | Hazai csapat               | Eredmény | Vendég csapat          | Nézőszám |
| ---------- | -------------------------- | -------- | ---------------------- | -------- |
| 1          | Belper Town                | 4–1      | Prescot Cables         | 427      |
| 2          | Guiseley                   | 3–3      | Sheffield              | 431      |
| visszavágó | Sheffield                  | 2–1      | Guiseley               | 451      |
| 3          | Buxton                     | 0–1      | Blyth Spartans         | 556      |
| 4          | Curzon Ashton              | 4–3      | Mossley                | 492      |
| 5          | Retford United             | 1–0      | Newcastle Benfield     | 300      |
| 6          | Droylsden                  | 3–2      | Gateshead              | 370      |
| 7          | Eastwood Town              | 2–2      | Harrogate Town         | 401      |
| visszavágó | Harrogate Town             | 0–2      | Eastwood Town          | 283      |
| 8          | Alfreton Town              | 0–0      | Ilkeston Town          | 820      |
| visszavágó | Ilkeston Town              | 1–3      | Alfreton Town          | 848      |
| 9          | Stalybridge Celtic         | 1–6      | Durham City            | 525      |
| 10         | Fleetwood Town             | 2–0      | Frickley Athletic      | 721      |
| 11         | Whitley Bay                | 1–5      | Nantwich Town          | 797      |
| 12         | Newcastle Blue Star        | 4–0      | Hucknall Town          | 290      |
| 13         | Southport                  | 0–2      | Boston United          | 792      |
| 14         | AFC Hornchurch             | 2–0      | Merstham               | 473      |
| 15         | Boreham Wood               | 0–1      | Brackley Town          | 216      |
| 16         | Hendon                     | 1–2      | AFC Telford United     | 377      |
| 17         | Hitchin Town               | 1–2      | Hinckley United        | 503      |
| 18         | Kingstonian                | 1–3      | Hayes & Yeading United | 571      |
| 19         | Hampton & Richmond Borough | 2–0      | Whyteleafe             | 501      |
| 20         | Tamworth                   | 3–1      | East Thurrock United   | 608      |
| 21         | Wroxham                    | 0–2      | Kings Lynn             | 1 022    |
| 22         | Leiston                    | 1–0      | Coalville Town         | 418      |
| 23         | Dover Athletic             | 0–0      | AFC Wimbledon          | 2 710    |
| visszavágó | AFC Wimbledon              | 2–0      | Dover Athletic         | 1 939    |
| 24         | Evesham United             | 2–0      | Chasetown              | 407      |
| 25         | Halesowen Town             | 1–4      | Maidstone United       | 872      |
| 26         | Bishop's Stortford         | 2–1      | Rugby Town             | 411      |
| 27         | Harlow Town                | 1–1      | Crowborough Athletic   | 609      |
| visszavágó | Crowborough Athletic       | 0–2      | Harlow Town            | 323      |
| 28         | Bury Town                  | 1–0      | Worthing               | 482      |
| 29         | Atherstone Town            | 1–1      | Chipstead              | 449      |
| visszavágó | Chipstead                  | 3–0      | Atherstone Town        | 222      |
| 30         | Ware                       | 1–2      | Sutton United          | 474      |
| 31         | Havant & Waterlooville     | 2–1      | Godalming Town         | 462      |
| 32         | Horsham                    | 2–1      | Paulton Rovers         | 297      |
| 33         | Basingstoke Town           | 2–2      | Bashley                | 356      |
| visszavágó | Bashley                    | 0–3      | Basingstoke Town       | 349      |
| 34         | Oxford City                | 2–1      | Chesham United         | 454      |
| 35         | AFC Totton                 | 5–2      | Fleet Town             | 402      |
| 36         | Ashford Town (Middx)       | 1–0      | Chippenham Town        | 277      |
| 37         | Frome Town                 | 2–2      | Team Bath              | 504      |
| visszavágó | Team Bath                  | 4–0      | Frome Town             | 438      |
| 38         | Burgess Hill Town          | 2–1      | Eastleigh              | 336      |
| 39         | Dorchester Town            | 1–0      | Gosport Borough        | 436      |
| 40         | Bath City                  | 0–1      | Aylesbury United       | 577      |

## Negyedik selejtezőkör
A negyedik selejtezőkör mérkőzéseit 2008. október 25-én és október 26-án játszották, a visszavágókat pedig a 2008. október 27-én kezdődő héten. A kör sorsolását 2008. október 13-án tette közzé az FA a weboldalán.
| #                                              | Hazai csapat               | Eredmény | Vendég csapat          | Nézőszám |
| ---------------------------------------------- | -------------------------- | -------- | ---------------------- | -------- |
| 1                                              | Hinckley United            | 1–1      | Curzon Ashton          | 555      |
| visszavágó                                     | Curzon Ashton              | 1–1      | Hinckley United        | 519      |
| a Curzon Ashton győzött 3–2-re tizenegyesekkel |                            |          |                        |          |
| 2                                              | Kettering Town             | 3–0      | Burton Albion          | 1 726    |
| 3                                              | Tamworth                   | 0–4      | Barrow                 | 1 012    |
| 4                                              | Kings Lynn                 | 1–5      | Kidderminster Harriers | 1 460    |
| 5                                              | Boston United              | 2–3      | Cambridge United       | 1 956    |
| 6                                              | Newcastle Blue Star        | 1–2      | Altrincham             | 305      |
| 7                                              | Droylsden                  | 0–0      | Belper Town            | 557      |
| visszavágó                                     | Belper Town                | 1–2      | Droylsden              | 568      |
| 8                                              | Durham City                | 2–2      | Histon                 | 257      |
| visszavágó                                     | Histon                     | 5–2      | Durham City            | 441      |
| 9                                              | Retford United             | 1–3      | Alfreton Town          | 922      |
| 10                                             | Northwich Victoria         | 0–3      | AFC Telford United     | 1 003    |
| 11                                             | Blyth Spartans             | 3–1      | Sheffield              | 680      |
| 12                                             | York City                  | 0–0      | Mansfield Town         | 1 976    |
| visszavágó                                     | Mansfield Town             | 1–0      | York City              | 2 004    |
| 13                                             | Fleetwood Town             | 4–3      | Nantwich Town          | 808      |
| 14                                             | Wrexham                    | 0–0      | Eastwood Town          | 3 115    |
| visszavágó                                     | Eastwood Town              | 2–0      | Wrexham                | 860      |
| 15                                             | Stevenage Borough          | 2–2      | Horsham                | 1 051    |
| visszavágó                                     | Horsham                    | 1–4      | Stevenage Borough      | 641      |
| 16                                             | Woking                     | 2–2      | Ebbsfleet United       | 1 462    |
| visszavágó                                     | Ebbsfleet United           | 1–0      | Woking                 | 869      |
| 17                                             | Hampton & Richmond Borough | 0–1      | Brackley Town          | 582      |
| 18                                             | Oxford United              | 2–0      | Hayes & Yeading United | 2 521    |
| 19                                             | Maidstone United           | 0–1      | AFC Wimbledon          | 1 719    |
| 20                                             | Team Bath                  | 1–0      | Salisbury City         | 649      |
| 21                                             | Dorchester Town            | 1–0      | Bishop's Stortford     | 433      |
| 22                                             | Oxford City                | 0–1      | Eastbourne Borough     | 564      |
| 23                                             | Ashford Town (Middx)       | 0–0      | Forest Green Rovers    | 337      |
| visszavágó                                     | Forest Green Rovers        | 4–0      | Ashford Town (Middx)   | 425      |
| 24                                             | Evesham United             | 2–0      | Rushden & Diamonds     | 609      |
| 25                                             | Bury Town                  | 4–1      | Basingstoke Town       | 1 121    |
| 26                                             | Burgess Hill Town          | 0–3      | Harlow Town            | 845      |
| 27                                             | Grays Athletic             | 2–0      | AFC Totton             | 590      |
| 28                                             | Aylesbury United           | 0–1      | Sutton United          | 554      |
| 29                                             | Torquay United             | 4–1      | Chipstead              | 1 800    |
| 30                                             | Leiston                    | 1–1      | Lewes                  | 847      |
| visszavágó                                     | Lewes                      | 1–3      | Leiston                | 363      |
| 31                                             | Crawley Town               | 0–3      | Havant & Waterlooville | 1 253    |
| 32                                             | Weymouth                   | 1–2      | AFC Hornchurch         | 904      |